# Dörte Andres
Dörte Andres (* 1952 in Rheine) ist eine deutsche Dolmetschwissenschaftlerin. Sie arbeitet und lehrt am Fachbereich Translations-, Sprach- und Kulturwissenschaft (FTSK) der Johannes Gutenberg-Universität Mainz am Standort Germersheim. Ihre Forschungsschwerpunkte sind u. a. Dolmetschen in Krisengebieten, Dolmetschgeschichte (Schwerpunkt Nationalsozialismus) und Dolmetschdidaktik.

## Leben und Wirken
Dörte Andres wurde 1952 in Rheine geboren. Von 1971 bis 1976 studierte sie Dolmetschen an der Universität des Saarlandes in Saarbrücken. 1976–1984 war sie als Diplom-Dolmetscherin für Französisch und Englisch beim Bundesministerium für Arbeit und Soziales in Bonn tätig, von 1986 bis 2002 als freiberufliche Konferenzdolmetscherin für die Gerichte des Landes Baden-Württemberg.
1998–2000 promovierte sie über Konsekutivdolmetschen und Notation – Empirische Untersuchung mentaler Prozesse bei Anfängern in der Dolmetscherausbildung und professionellen Dolmetschern an der Universität Wien. 2002 erhielt sie für die Dissertation den Forschungsförderungspreis der Vereinigung der Freunde der Universität Mainz. 2007 schloss sie ihre Habilitation zum Thema Dolmetscher als literarische Figuren ab.
Seit 1986 lehrt sie an der Johannes Gutenberg-Universität in Mainz am Fachbereich Translations-, Sprach- und Kulturwissenschaft. 2008 erhielt sie den Lehrpreis des Landes Rheinland-Pfalz zur Würdigung herausragender Leistungen in der Lehre und 2010 den Lehrpreis der Johannes Gutenberg-Universität Mainz. Ebenfalls 2010 wurde sie zur Universitätsprofessorin auf Lebenszeit für die Dolmetschwissenschaft berufen.
Von 2004 bis 2013 war sie Herausgeberin der dolmetschwissenschaftlichen Serie InterPartes – Studien zur Dolmetschwissenschaft (bis 2012 Meidenbauer-Verlag, heute Peter Lang Verlag). Seit 2013 ist sie Mitherausgeberin von Transkulturalität – Translation – Transfer im Verlag Frank & Timme. Außerdem ist sie seit 2010 Mitglied im wissenschaftlichen Beirat der Zeitschriften Moderne Sprachen sowie The Interpreters' Newsletter.

## Forschungsschwerpunkte
- Dolmetschen in Krisengebieten
- Dolmetschgeschichte (Schwerpunkt Nationalsozialismus)
- Dolmetschethik
- Dolmetschdidaktik / Modellierung des Dolmetschprozesses
- TV-Dolmetschen
- Dolmetschen vor internationalen (Straf-)Gerichtshöfen

## Publikationen

### Monografien
- Konsekutivdolmetschen und Notation. Peter Lang, Frankfurt 2002
- Dolmetscher als literarische Figuren. Martin Meidenbauer, München 2008

### Artikel (Auszug)
- Der Dolmetscher: Wesen im Niemandsland. In: Christine Engel, Peter Holzer, Sylvia Hölzl (Hrsg.): AkteurInnen der Kulturvermittlung. TranslatorInnen, philologisch-kulturwissenschaftliche ForscherInnen und FremdsprachenlehrerInnen. Innsbruck University Press, Innsbruck 2009, S. 1–17.
- Dolmetschen und Macht. In: Barbara Ahrens, Lothar Černý, Monika Krein-Kühle, Michael Schreiber (Hrsg.): Translationswissenschaftliches Kolloquium I – Beiträge zur Übersetzungs- und Dolmetschwissenschaft (Köln/Germersheim). Peter Lang, Frankfurt 2009, S. 123–143
- Den Balkankonflikt dolmetschen – eine translationsethische Betrachtung. In: Gernot Hebenstreit, Nadja Grbic, Gisella Vorderobermeier, Michaela Wolf (Hrsg.): Festschrift für Erich Prunč. Stauffenburg, Tübingen 2010, S. 340–352
- Dolmetschen vor internationalen Strafgerichtshöfen – Kommunizieren von Quasi-Unsagbarem am Beispiel der Nürnberger Prozesse und des Strafgerichtshofs für das Ehemalige Jugoslawien. In: Peter Holzer, Manfred Kienpointner, Julia Pröll, Ulla Ratheiser (Hrsg.): An den Grenzen der Sprache. Kommunikation von Un-Sagbarem im Kulturkontakt. Innsbruck University Press (iup)., Innsbruck 2011, S. 65–82
- Das Konzept Freitagskonferenz: Expertiseentwicklung durch berufsorientierte Lehre. In: Silvia Hansen-Schirra, Donald Kiraly (Hrsg.): Projekte und Projektionen in der translatorischen Kompetenzentwicklung. Peter Lang, Frankfurt 2012, S. 237–255
- „Es geht sich aus…“ – Empirische Untersuchung zum Umgang von DolmetscherInnen mit (dem) Österreichischem(n) Deutsch. In: Peter Holzer, Cornelia Feyrer, Vanessa Gampert (Hrsg.): „Es geht sich aus…“ zwischen Philologie und Translationswissenschaft. Translation als Interdisziplin. Festschrift für Wolfgang Pöckl. InnTrans, Band 5. Peter Lang, Frankfurt 2012, S. 27–41

## Herausgeberschaft
- 2004–2013: Interpartes – Studien zur Dolmetschwissenschaft. Martin Meidenbauer, München (bis 2006, wieder ab 2013 Peter Lang, Frankfurt)
- Seit 2013: Zusammen mit Martina Behr, Larisa Schnippel und Cornelia Zwischenberger: Transkulturalität – Translation – Transfer. Frank & Timme, Berlin